# 熊本県道331号古石天月線
熊本県道331号古石天月線（くまもとけんどう331ごう ふるいしあまつきせん）は、熊本県葦北郡芦北町を通る一般県道である。

## 概要
起点は大字古石になっているが、大字古石 - 大字米田の区間は未指定となっているため、事実上の起点は大字米田である。

### 路線データ
- 起点：熊本県葦北郡芦北町大字古石
- 終点：熊本県葦北郡芦北町大字告（熊本県道304号一勝地神瀬線交点）

## 地理

### 通過する自治体
- 葦北郡芦北町

### 交差する道路
| 交差する道路              | 交差する場所 | 交差する場所 |
| ------------------------- | ------------ | ------------ |
| 熊本県道304号一勝地神瀬線 | 大字告       | 終点         |

### 交差する鉄道
- 肥薩線

### 沿線
- 球磨川